# 洛丽塔
《羅莉塔》，又譯為洛莉塔、洛麗泰、羅莉泰，是俄羅斯裔美國作家弗拉基米爾·納博科夫用英语书写的小說。小说于1955年在法国巴黎出版，1958年在纽约出版，1959年在伦敦出版，之后小说由作者翻译为俄语。小说中值得注意的是：主要人物和不可靠叙述者，一个37或38岁名为亨伯特·亨伯特的中年男子疯狂地爱上了12岁的名为多洛蕾丝的女孩，并在成为她的继父后有了性方面的介入。“洛丽塔”一名是亨伯特对多洛蕾丝的个人称呼。
小说《洛丽塔》出版后，被认为是二十世纪文坛最有名和最具争议的作品之一。Lolita也进入了流行文化之中来描述3-12岁的少女。小说在1923年至2005年间位于时代杂志百大英文小说之中。在2003年时，在英国广播公司的The Big Read 民意调查中被列入英国200本“最受喜爱的小说”之一 ，曾蹿升到《纽约时报》畅销书单的第一位，并已被改编成电影。其电影获得了奥斯卡金像奖、美国金球奖等多项奖项。

## 情節
小說描述一位從法國移民美國的中年男子亨伯特·亨伯特（或譯作杭伯特·杭伯特，Humbert Humbert）在13歲的少年时期，與一12歲的少女安娜貝兒發生了一段初戀，不久安娜貝兒因傷寒而早逝，造就了亨伯特對性偏好的「小妖精」(nymph)（或譯為「小魔女」，定義為「九到十四歲的美麗少女」）的迷戀，並與幾個年輕妓女有過關係。在文學上有點成就的亨伯特最先為穩固社會地位而與醫生之女結婚又離異。1947年，來到美國時迷戀上符合小妖精定義的女房東夏洛特·海斯（Charlotte Haze）的12歲獨生女多洛蕾絲（Dolores Haze），稱呼她為小妖精，其西班牙文發音的小名為蘿莉塔（Lolita）或羅（Lo），因此作為書名與暱稱。幼年即喪父的朵洛蕾絲則對他的出現感到好奇。
由於少時的陰影，亨伯特對蘿莉塔無法自拔，認為她所有舉動都帶著挑逗，甚至想要謀殺送蘿莉塔去夏令營而讓她遠離自己的夏洛特。為了繼續親近這名發育早熟、活潑任性的小女孩，亨伯特接受了夏洛特的求婚，成為蘿莉塔的繼父。後來夏洛特發現新婚不久的丈夫對女兒的企圖和對自己的鄙視，悲憤地寫信告知遠在夏令營的女兒其目的，卻在出門急著寄信時出了車禍身亡，他稍後偷偷地將信燒毀。
亨伯特將蘿莉塔從夏令營接出来一起旅行，謊稱她母親生病住院，當晚他只訂了一間房並在蘿莉塔的飲料中下藥，以為就可以在不知不覺中猥亵她。结果藥對蘿莉塔完全沒效，相反第二天清晨蘿莉塔主動挑逗亨伯特，發生關係（事後她卻說道：「我應該告訴警察你強姦了我」）。後來在追問中才知道他不是蘿莉塔的第一個情人，在他之前，她與其他年齡相仿的孩子有過交往－蘿莉塔與比他大兩歲的巴巴拉搞過同性戀，後又與一個在夏令營認識的13歲少年發生過關係。亨伯特在當天蘿莉塔詢問母親的狀況時，終於誠實告知蘿莉塔她的母親已經去世，至此蘿莉塔在别無選擇的情况下接受了必須和發生過關係的繼父生活下去的這個現實。亨伯特带着蘿莉塔以父女的身份沿着美國旅遊與「歡愛」，他利用零用錢、美麗的衣飾等小女孩會喜歡的東西來控制蘿莉塔，以繼續滿足自己對她的欲望。
蘿莉塔逐漸長大，開始討厭繼父，她意識到「即使是最可悲的家庭生活也比這種亂倫狀況好」。於是14歲時，她開始跟年紀相當的男孩子交往，為了逃離他開始透過滿足他的慾望以存錢，受不了有強烈掌控欲的繼父、因藏錢與喪母的事憤而爭吵逃家，並藉著一次旅行的機會終於脫離繼父的掌握，一開始亨伯特瘋狂的尋找，但是最終還是放棄了。
三年過去，一日亨伯特收到朵洛蕾絲的來信，信上說她已經結婚並懷孕了，需要繼父的金钱援助。其丈夫並非當初帶走蘿莉塔的男人，而是一名在打工時認識的貧窮的年輕退役軍人。亨伯特給了她400美元現金和2500美元的支票還有把屋子賣了買家先付的10000美元跟房子的契約，他說這已經是他所有的財產了，將這一切都给了朵洛蕾絲，但他要求她說出當時拐走她的人。她只好告訴他那人正是奎迪（Quilty）（因劇作被女主角認為是東方天才哲學家），其為他們旅行的第一夜與他們搭話的神秘男子，也是為学校演出編寫劇本的剧作家，她喜歡上了他的才華而與他密謀脫逃。然而她和奎迪出走後，因為拒绝了奎迪要她和其他男孩子拍攝色情影片的要求，而被奎迪趕了出来。亨伯特請求蘿莉塔離開她的丈夫和他走，但是她只想把他當作父親，而拒绝了這個要求，亨伯特傷心欲絕。他追蹤並槍殺了奎迪。他這時才坦承自己與奎迪都是同樣罪惡的人。
最終，亨伯特犯下殺人罪被抓，因血栓病死於獄中，留下這篇帶有個人主觀意識、以豐富詞藻美化自己（作者描述）的自白，而17歲的朵洛蕾絲則因難產死於1952年聖誕節。

## 评价
和纳博科夫笔下的许多人物一样，亨伯特是一个极端个人主义且自我粉飾的艺术家，禀性敏感，想象力丰富，但近于偏执。他在小说中曾引用一位诗人的话说，“人性中的道德感是一种义务，而我们则必须赋予灵魂以美感。”
納博科夫曾表示過，他本人不是戀童癖，而是呈現出現實生活中的確有著這類人（戀童癖與性侵孩童）的存在。這個故事主要不是給其他「亨伯特」看的，而是更多的「蘿莉塔」。在世期間亦要求過不要在書本封面放上明顯的女孩形象，然而他離世後無法阻擋再版放上（多為電影劇照）女孩模樣的封面設計。
他在1962年版中參與編劇與製作，減少了許多兩位主角的性接觸，因為他希望「有些事只該留在小說裡」。儘管在他離世後的1997年版本的最終呈現相對美化了亨伯特並使蘿莉塔更顯挑逗，但也相對符合小說中的描述（然而上映版刪減許多亨伯特黑暗面與情慾的片段）。

## 改編與延伸應用
《蘿莉塔》在1962年時因被導演史丹利·庫柏利克改拍成同名的電影而聲名大作，該片中譯片名《一樹梨花壓海棠》。
這部小說在1997年時再次被改編成電影，導演為阿德里安·莱恩。